# Octopoteuthis
Octopoteuthis is een geslacht van inktvissen uit de familie van de Octopoteuthidae.

## Soort
- Octopoteuthis danae (Joubin, 1931)
- Octopoteuthis deletron Young, 1972
- Octopoteuthis indica Naef, 1923
- Octopoteuthis longiptera Akimushkin, 1963
- Octopoteuthis megaptera (Verrill, 1885)
- Octopoteuthis nielseni (Robson, 1948)
- Octopoteuthis rugosa Clarke, 1980
- Octopoteuthis sicula Rüppell, 1844